# Tuttiola spini
Tuttiola spini är en fjärilsart som beskrevs av Ignaz Schiffermüller 1776. Tuttiola spini ingår i släktet Tuttiola och familjen juvelvingar. Inga underarter finns listade i Catalogue of Life.